# 耿达镇
耿达镇，是中国四川省汶川卧龙特别行政区的一个镇，在行政区划上属四川省阿坝藏族羌族自治州汶川县。2007年末，耿达镇户籍人口2756人。

## 行政区划
耿达镇下辖以下地区：
耿达村、幸福村和龙潭村。